# Règle supplétive
Une règle supplétive est une règle de droit à laquelle on peut déroger, notamment par une convention qui stipulerait explicitement une clause contraire ou non conforme à la règle de droit. Elles s'appliquent généralement lorsque les règles impératives font défaut, notamment lorsqu'il n'existe aucune loi statutaire sur une question juridique donnée ou bien dans le cas où la convention est délibérément silencieuse sur un problème de droit.

## Droit français
Par exemple il est écrit à l'article 6 du Code civil français : « on ne peut déroger, par des conventions particulières, aux lois qui intéressent l'ordre public et les bonnes mœurs ».
A contrario, en ce qui concerne les lois qui n’intéresse ni l’ordre public, ni les bonnes mœurs ; il est possible d’y déroger par convention. L'article 1103 du Code civil français dispose à cet effet :
« Les contrats légalement formés tiennent lieu de loi à ceux qui les ont faits. »
— Article 1103 du Code civil
Il en est ainsi de la plupart des dispositions du Code Civil se trouvant entre les articles 1582 et 2091, lorsque ces dernières n'expriment pas une règle qui est de l'essence de l'institution. On dit alors que ces dispositions sont supplétives.

## Droit québécois

### Droit privé
Le Code civil du Québec a un caractère supplétif à l'exception de certaines dispositions d'ordre public, puisque l'art. 9 C.c.Q. dit que « dans l'exercice des droits civils, il peut être dérogé aux règles du présent code qui sont supplétives de volonté; il ne peut, cependant, être dérogé à celles qui intéressent l’ordre public. »

### Droit public
La Loi sur la justice administrative est à caractère supplétif car l'art. 1 LJA affirme que cette loi établit des règles générales de droit administratif qui sont complétées par des lois particulières. La common law a également un caractère supplétif en droit public québécois.

## Common law
Dans les pays de common law, les règles de common law servent de règles par défaut en cas de silence de la convention ou de silence de la loi statutaire, au même titre que les règles supplétives des codes civils dans les pays de tradition civiliste.